# Nepal Police Club
Mahendra Police Club ou Nepal Police é um clube de futebol e críquete do Nepal.

## História
Formado basicamente com os funcionários da Polícia do Nepal. Disputa o Campeonato nacional do país, onde é um dos mais conhecidos. A equipe foi campeã em 2011. O título rendeu ao clube a participação na Copa dos Presidentes da AFC de 2012.
O clube é um dos que mais servem a seleção nepalesa de futebol com jogadores.

## Títulos
- Campeonato Nepalês de Futebol:
  - 2011